# Đông Phú (thị trấn)
Đông Phú là thị trấn huyện lỵ của huyện Quế Sơn, tỉnh Quảng Nam, Việt Nam.

## Địa lý
Thị trấn Đông Phú nằm ở trung tâm phía tây huyện Quế Sơn, có vị trí địa lý:
- Phía đông giáp xã Quế Châu
- Phía tây giáp xã Quế Long
- Phía nam giáp xã Quế Minh và xã Quế An
- Phía bắc giáp xã Quế Hiệp.

Thị trấn Đông Phú có diện tích 13,37 km², dân số năm 2019 là 7.563 người, mật độ dân số đạt 566 người/km².

## Hành chính
Thị trấn Đông Phú được chia thành 6 tổ dân phố: Cang Tây, Lãnh Thượng 1, Lãnh Thượng 2, Mỹ Đông, Tam Hòa, Thuận An.

## Lịch sử
Trước năm 1986, địa bàn thị trấn Đông Phú là một phần của các xã Quế Châu, Quế Long
Ngày 11 tháng 1 năm 1986, Hội đồng Bộ trưởng ban hành Quyết định số 05/HĐBT về việc điều chỉnh địa giới hành chính một số xã, thị trấn của các huyện Hiệp Đức, Quế Sơn và Hòa Vang thuộc tỉnh Quảng Nam - Đà Nẵng. Theo đó, thành lập thị trấn Đông Phú trên cơ sở: 
- Điều chỉnh 884,29 ha diện tích tự nhiên với 5.281 nhân khẩu của xã Quế Châu
- Điều chỉnh 243,1 ha diện tích tự nhiên với 1.084 nhân khẩu của xã Quế Long.

Sau khi điều chỉnh, thị trấn Đông Phú có 1.127,39 hécta với 6.365 nhân khẩu.

## Kinh tế
Nghề truyền thống của thị trấn Đông Phú là nghề làm phở sắn.

## Giao thông
- Hùng Vương
- Phan Châu Trinh
- Tôn Đức Thắng
- Trường Chinh
- Trưng Nữ Vương
- Nguyễn Thị Minh Khai
- Ngô Quyền
- Đỗ Quang
- Phạm Nhữ Tăng
- Phan Tứ
- Phan Thanh
- Trần Thị Lý
- Thái Phiên
- Đồng Phước Huyến
- Nguyễn Duy Hiệu
- Trần Cao Vân
- Lê Duẩn
- Cấm Dơi
- Trần Đình Đàn
- Chu Văn An
- Hòn Tàu
- Vũ Trọng Hoàng.